# Tokudo Shishido
Pour les articles homonymes, voir Shishido.
Tokudo Shishido, née en 1930 à Tokyo est une artiste japonaise du XXe siècle spécialiste de la gravure et lithographie.

## Biographie
En 1948, Tokudo Shishido est diplômée au Collège féminin des Beaux-arts de Tokyo.
Elle part aux États-Unis en 1952 et étudie au Collège d'Art et d'Artisanat de Californie avant de poursuivre de 1957 à 1959 à l'École des Beaux-Arts de l'Université de Stanford ainsi qu'au Musée des beaux-arts de Boston.
Elle participe aux activités de l'Association japonaise de Gravure à partir de 1953, et est désormais membre de cette association.

## Expositions collectives
- 1955 : l'exposition du Club d'Art Graphique
- 1956 : Gravures des Femmes Artistes

## Conservation
En 1960, ses gravures sur cuivre et sur bois, ses lithographies, sont exposées à la Biennale Internationale de l'Estampe de Tokyo.